# Skedsmo kommun
Skedsmo kommun (norska: Skedsmo kommune) var en kommun i  Akershus fylke i sydöstra Norge. Kommunens centralort var staden Lillestrøm. Bortsett från tätorten Leirsund ingick kommunens tätortsbebyggelse i Oslo tätort.
2020 slogs kommunen samman med Fets och Sørums kommuner. Den nya kommunen heter Lillestrøms kommun.
Inom den dåvarande kommunens område finns Kjellers flygplats, strax norr om Lillestrøm. Det är Norges första flygplats och den första flygturen genomfördes här 21 september 1912.
I Strømmen finns köpcentrumet Strømmen Storsenter.

## Socknar
Inom Norska kyrkan var dåvarande Skedsmo kommun indelad i tre socknar:
- Lillestrøms socken
- Skedsmo socken
- Strømmens socken

Socknarna ingår i Nedre Romerike prosteri i Borgs stift.

## Kända personer
- Trygve Haavelmo (1911–1999), socialekonom, nobelpristagare i ekonomi
- Arild Andersen (1945-), jazzbasist
- Aksel Lund Svindal (1982-), alpinist
- Tom Lund (1950-), fotbollsspelare

## Bilder

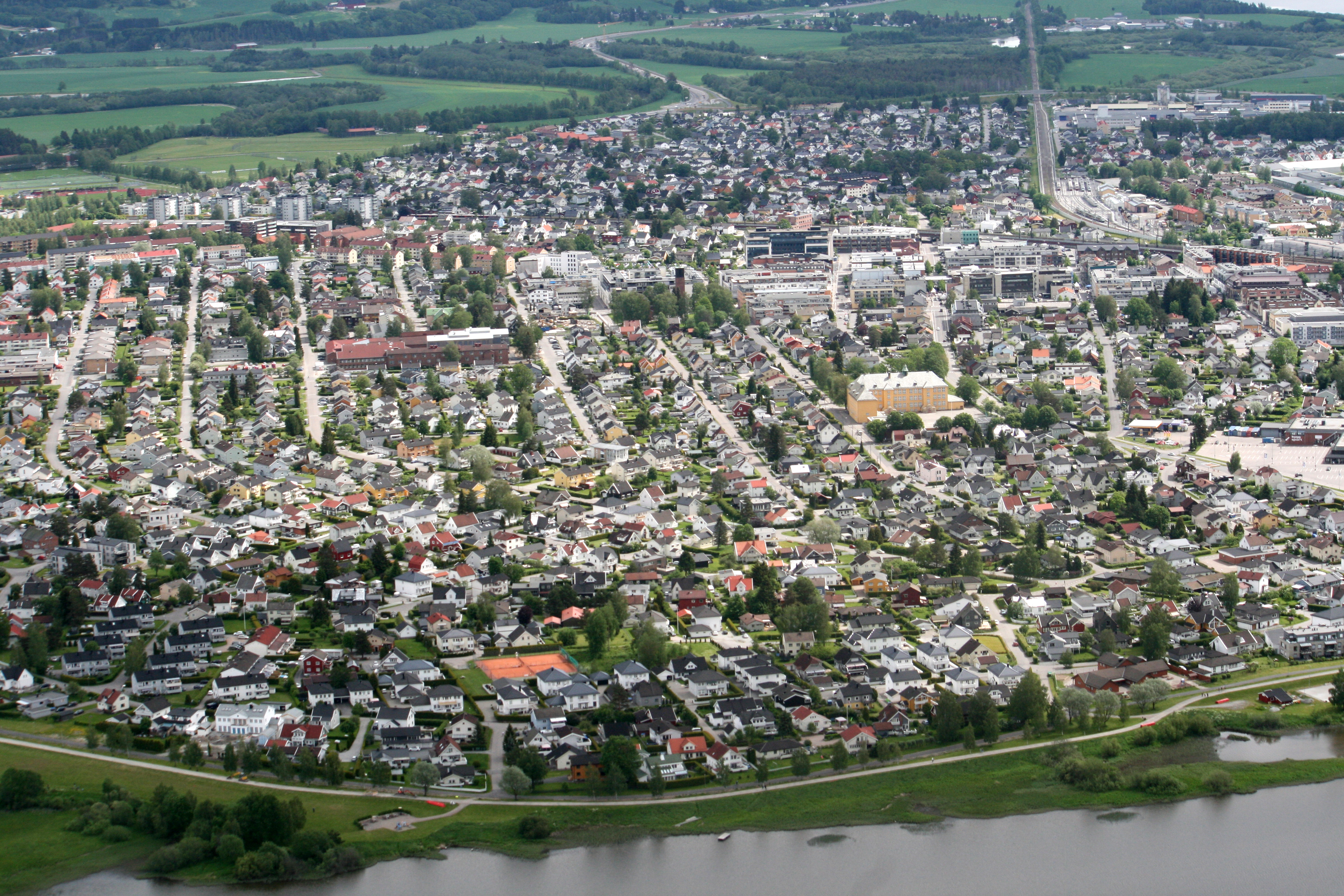
Centralorten Lillestrøm.
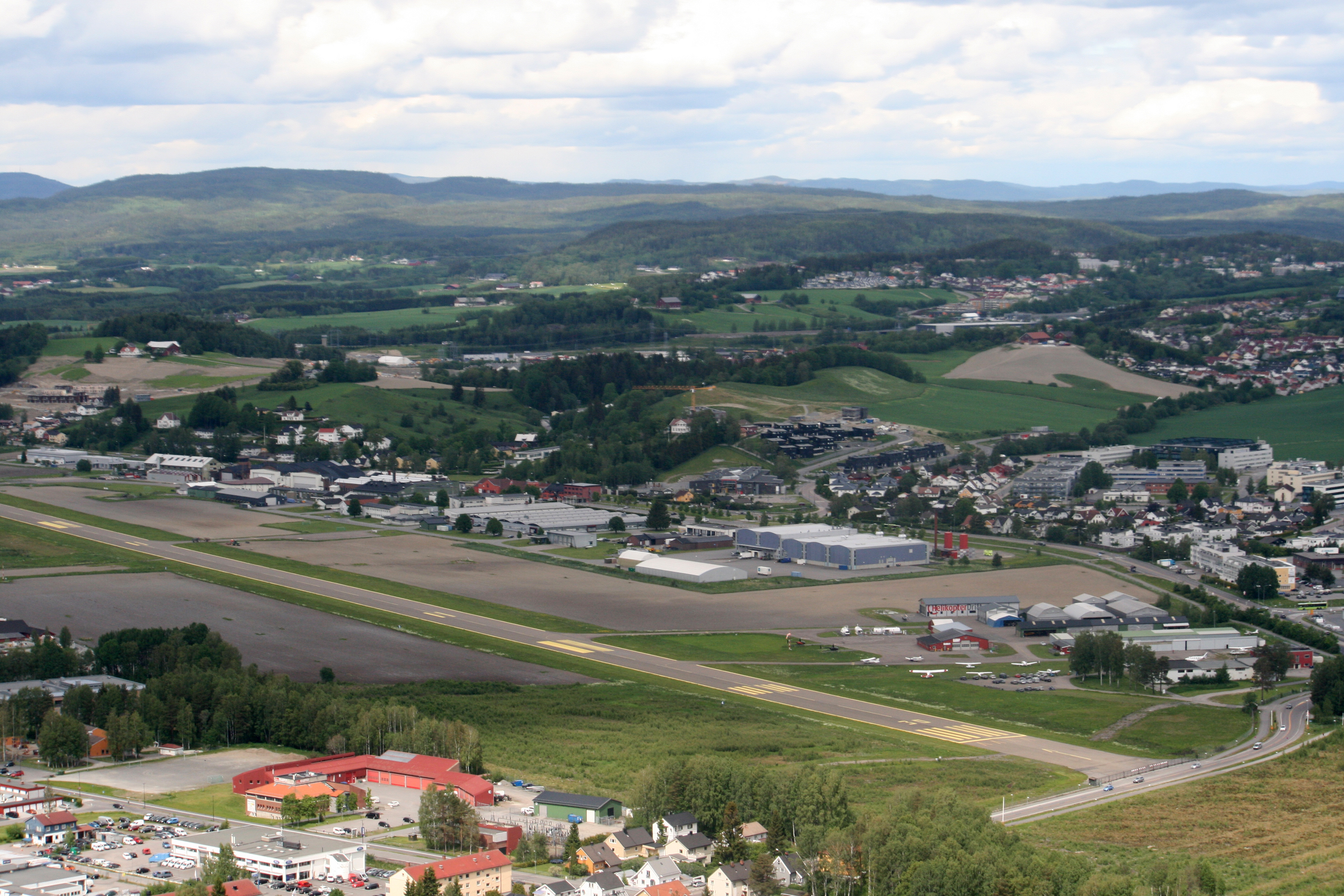
Kjellers flygplats.
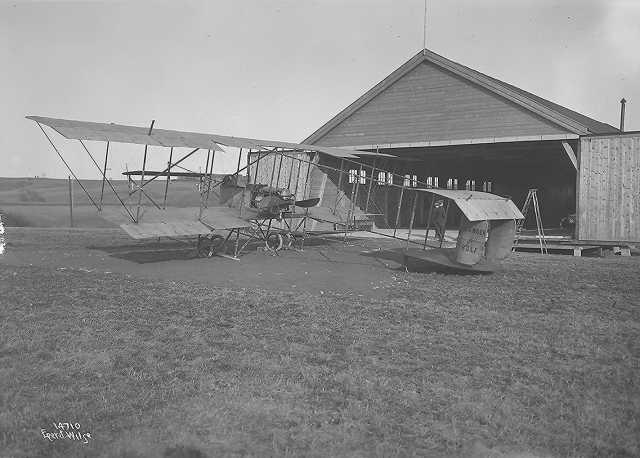
Norges flygvapens första flygplan, en Maurice Farman MF7, på Kjellers flygplats 1913.